# Ordine della fedeltà allo Stato del Brunei
Il Santissimo ordine della fedeltà allo Stato del Brunei è un ordine cavalleresco del Brunei.

## Storia
L'ordine è stato fondato il 29 novembre 1959 per premiare servizi fedeli e distinti.

## Classi
L'ordine dispone delle seguenti classi di benemerenza che danno diritto a dei post nominali qui indicati tra parentesi:
- Membro di I classe (PSNB)
- Membro di II classe (DSNB)
- Membro di III classe (SNB)
- Membro di IV classe (PSB)

## Insegne
- Il nastro è giallo con bordi verdi e due strisce rosse.